# Xochicalco

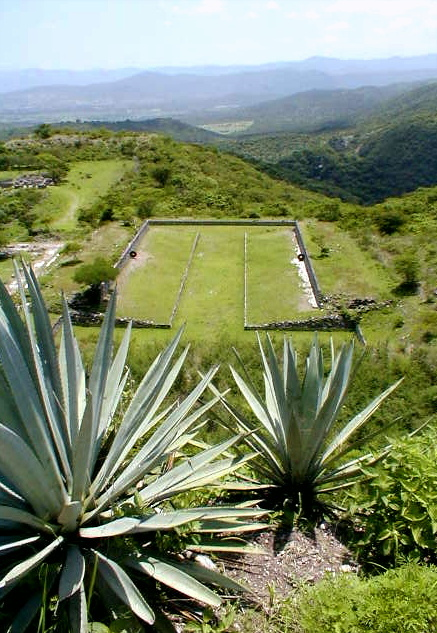
Le terrain du jeu de balle situé au sud de la cité de Xochicalco

Xochicalco est un site archéologique précolombien dans l'ouest de l'État de Morelos au Mexique, dans la municipalité de Temixco, Miacatlan, à 38 km au sud-ouest de Cuernavaca.
Le mot Xochicalco veut dire « Maison des fleurs » en nahuatl.
C'est un site classé au patrimoine mondial de l'UNESCO en 1999 du fait de son architecture et de ses sculptures particulièrement bien conservées.

## Histoire
La cité a été fondée pendant la période classique de Mésoamérique vers 650 ap. J.-C.
En effet, la chute des grandes villes dont la capitale Teotihuacan vers le VIIe siècle provoque d'importants mouvements de population, dont l'arrivée des Olmèques-Xicallanca, et la création de nouvelles cités. C'est également durant cette période que se développent El Tajin, Uxmal et Cacaxtla.
De par son architecture et son emplacement en altitude, Xochicalco est l'exemple même de ce nouveau type de cité fortifiée et possède de nombreuses similitudes avec Monte Albán et Tula. Au vu des reliefs et des sculptures, on remarque l'influence artistique toltèque et maya.
Elle est composée de plusieurs pyramides sur différents niveaux dont la grande pyramide du Serpent à plumes (Quetzalcóatl), construite en « talud-tablero ». Elle compte également 2 terrains de jeu de balle et un observatoire astronomique.
La cité devait contenir à son apogée environ 20 000 habitants et même si la cité n'a été habitée que quatre siècles, Xochicalco était un centre politique, religieux et commercial important. Elle fut abandonnée comme d'autres villes vers l'an 1100 sans que l'on sache qui l'a érigée et pour quelles raisons elle a été détruite.

## Découverte
Si le frère Bernardino de Sahagún y fait référence dès 1570, les ruines ne furent décrites pour la première fois qu'en 1777 par l'explorateur et naturaliste mexicain José Antonio Alzate. En 1810, Alexander von Humboldt les décrivit également et publia plusieurs illustrations.
L'empereur du Mexique Maximilien Ier visita également les ruines.
On procéda à de nombreuses fouilles tout au long du XXe siècle et le site devint un lieu protégé en 1972.

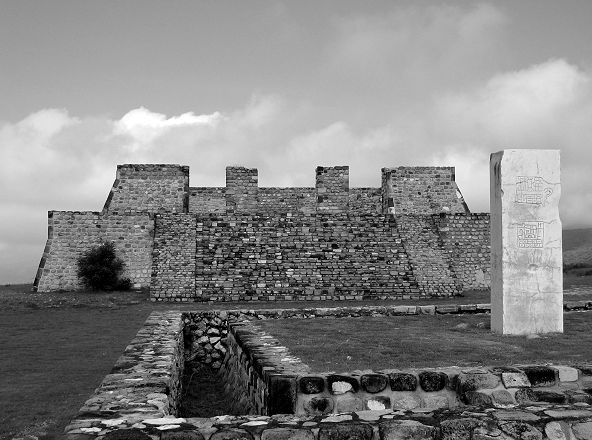
La Grande Pyramide et la stèle aux glyphes (Toltèque)
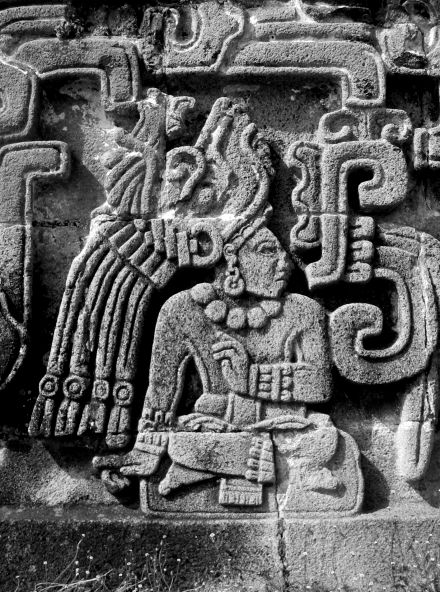
Sculpture de la Pyramide du Serpent à plumes
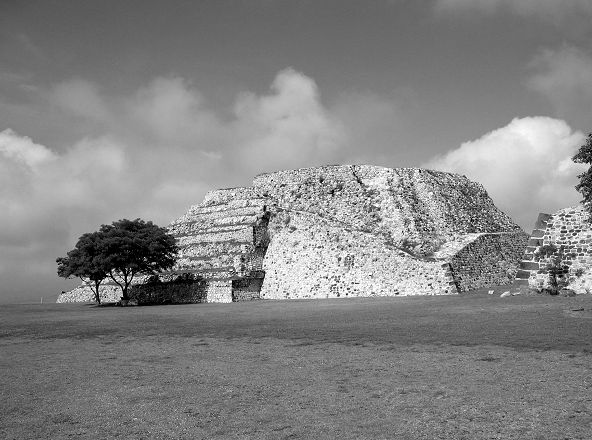
La Grande Pyramide